# 山口三十四
山口三十四（やまぐち みとし、1943年10月6日 - ）は、日本の経済学者、神戸大学名誉教授。

## 略歴
京都府生まれ。1967年京都大学農学部農林経済学科卒業、1969年同大学院農学研究科修士課程修了、1973年ミネソタ大学大学院農業応用経済学科博士課程修了 (Ph.D.)、1983年「日本経済の成長会計分析 人口・農業・経済発展」で神戸大学経済学博士。
1973年神戸大学経済学部講師、1975年助教授、1985年教授となり、2007年定年退職、名誉教授、尾道大学経済情報学部教授を務め、2009年退職。1983年『日本経済の成長会計分析』で日経・経済図書文化賞受賞。

## 著書
- 『日本経済の成長会計分析 人口・農業・経済発展』神戸大学研究双書刊行会 1982
- 『新しい農業経済論』有斐閣ブックス 1994
- 『産業構造の変化と農業 人口と農業と経済発展』有斐閣 1994
- 『人口成長と経済発展 少子高齢化と人口爆発の共存』有斐閣 2001

### 共編
- 『経済政策基礎論』足立正樹、丸谷泠史、三谷直紀共編 有斐閣ブックス 2006

## 論文
- <山口三十四